# Axel Olsson (ingenjör)
Axel Olsson, född 25 september 1888 i Vallsjö församling, Jönköpings län, död 19 oktober 1958 i Stockholm, var en svensk väg- och vattenbyggnadsingenjör.
Axel Olsson var son till handlaren Bengt Magnus Olsson. Han avlade mogenhetsexamen i Växjö 1909 och utexaminerades 1914 från Tekniska högskolans väg- och vattenbyggnadsavdelning. Han var anställd vid Allmänna ingenjörsbyrån i Stockholm 1914–1927, varav 1919–1927 som chef för dess väg- och vattenbyggnadsavdelning, och vid ASEA som byggnadschef vid fabriksanläggningar i Jaroslavl i Sovjetunionen 1927–1930. 1931–1941 var han delägare i ingenjörsfirman Viak och genomförde 1931–1936 flera projekt i östra Europa, bland annat ångkraftverk i Petka i Jugoslavien 1931, i Brașov, Rumänien 1932 och Koslu, Turkiet 1935. 1937–1940 var han överingenjör vid Svenska entreprenad AB och ledde under denna tid som platschef uppförandet av Ķegums kraftverk i Lettland. Han konstruerade och byggde även ett stort antal vatten- och avloppsledningar. 1941 blev han VD för det av Kooperativa förbundet och textilindustrin grundade AB Cellull i Älvenäs som byggdes upp och startades under hans ledning. 1945 återvände han till Allmänna ingenjörsbyrån och från 1948 var han bolagets VD. Axel Olsson är begravd på Norra begravningsplatsen utanför Stockholm.